# Dioscorea matagalpensis
Dioscorea matagalpensis är en enhjärtbladig växtart som beskrevs av Edwin Burton Uline. Dioscorea matagalpensis ingår i släktet Dioscorea och familjen Dioscoreaceae. Inga underarter finns listade i Catalogue of Life.